# Rakovčani
Rakovčani (cyr. Раковчани) – wieś w Bośni i Hercegowinie, w Republice Serbskiej, w mieście Prijedor. W 2013 roku liczyła 535 mieszkańców.